# Norbert R. Morgenstern
Norbert Rubin Morgenstern (Toronto, 25 de mayo de 1935) es un ingeniero civil canadiense especializado en ingeniería geotécnica.
Morgenstern estudió en la Universidad de Toronto, donde se graduó en 1956. Amplió estudios en el Imperial College de Londres, doctorándose en 1964 en la Universidad de Londres bajo la supervisión de Alec Skempton.
En 1960 inició su vida profesional como profesor. En 1968 comenzó a dar clases de ingeniería civil en la Universidad de Alberta.
Además de otras áreas de la ingeniería geotécnica, Morgenstern trabajó especialmente en el campo de la estabilidad de taludes, donde trabajó con Alan W. Bishop en deslizamientos de tierra en presas de materiales sueltos.
La publicación en 1965 del artículo «The analysis of the stability of general slip surfaces» junto a V.E. Price, en la revista especializada británica Géotechnique, dio lugar a un nuevo método de estabilidad de taludes por equilibrio límite denominado Método de Morgenstern-Price, incluido en distintos programas de ordenador comerciales de estabilidad de taludes.
Ha participado en más de 140 proyectos de presas en todo el mundo), así como en problemas geotécnicos especiales en Canadá (permafrost, arenas bituminosas, residuos mineros, minas, oleoductos) y de estructuras off-shore. También ha publicado más 300 artículos técnicos.